# Robin Krauße
Robin Krauße (Rudolstadt, 2 aprile 1994) è un calciatore tedesco, centrocampista dell'Eintracht Braunschweig.

## Carriera
Cresciuto nel settore giovanile dell'Hansa Rostock, debutta in prima squadra l'8 febbraio 2014, in occasione dell'incontro di 3. Liga vinto per 1-3 contro l'Unterhaching; in due stagioni totalizza 30 presenze e nessuna rete. Dopo una stagione trascorsa in quarta divisione al Carl Zeiss Jena, nel gennaio 2016 si trasferisce al Paderborn. Il 12 febbraio 2016 ha quindi esordito in Zweite Bundesliga, disputando l'incontro perso per 0-4 contro il Kaiserslautern. Nell'arco di due anni, totalizza 85 presenze e tre reti con la squadra della Renania Settentrionale-Vestfalia. Nel 2018 viene ceduto all'Ingolstadt 04, trascorrendo la prima stagione in seconda divisione e il biennio successivo in terza divisione. Nel 2021 si trasferisce all'Eintracht Braunschweig, con cui ottiene la promozione in seconda divisione al termine della stagione.

## Statistiche

### Presenze e reti nei club
Statistiche aggiornate al 17 febbraio 2023.
| Stagione                      | Squadra                       | Campionato                    | Campionato | Campionato | Coppe nazionali | Coppe nazionali | Coppe nazionali | Coppe continentali | Coppe continentali | Coppe continentali | Altre coppe | Altre coppe | Altre coppe | Totale | Totale |
| Stagione                      | Squadra                       | Comp                          | Pres       | Reti       | Comp            | Pres            | Reti            | Comp               | Pres               | Reti               | Comp        | Pres        | Reti        | Pres   | Reti   |
| ----------------------------- | ----------------------------- | ----------------------------- | ---------- | ---------- | --------------- | --------------- | --------------- | ------------------ | ------------------ | ------------------ | ----------- | ----------- | ----------- | ------ | ------ |
| 2013-2014                     | Hansa Rostock                 | 3L                            | 11         | 0          | CG              | 0               | 0               |                    | -                  | -                  |             | -           | -           | 11     | 0      |
| 2014-2015                     | Hansa Rostock                 | 3L                            | 19         | 0          | CG              | 0               | 0               |                    | -                  | -                  |             | -           | -           | 19     | 0      |
| Totale Hansa Rostock          | Totale Hansa Rostock          | Totale Hansa Rostock          | 30         | 0          |                 | 0               | 0               |                    | -                  | -                  |             | -           | -           | 30     | 0      |
| 2015-gen. 2016                | Carl Zeiss Jena               | RL                            | 17         | 0          | CG              | 2               | 0               |                    | -                  | -                  |             | -           | -           | 19     | 0      |
| gen.-giu. 2016                | Paderborn                     | 2L                            | 9          | 0          | CG              | -               | -               |                    | -                  | -                  |             | -           | -           | 9      | 0      |
| 2016-2017                     | Paderborn                     | 3L                            | 34         | 0          | CG              | 1               | 0               |                    | -                  | -                  |             | -           | -           | 35     | 0      |
| 2017-2018                     | Paderborn                     | 3L                            | 36         | 3          | CG              | 4               | 0               |                    | -                  | -                  |             | -           | -           | 40     | 3      |
| ago. 2018                     | Paderborn                     | 2L                            | 1          | 0          | CG              | -               | -               |                    | -                  | -                  |             | -           | -           | 1      | 0      |
| Totale Paderborn              | Totale Paderborn              | Totale Paderborn              | 80         | 3          |                 | 5               | 0               |                    | -                  | -                  |             | -           | -           | 85     | 3      |
| ago. 2018-2019                | Ingolstadt 04                 | 2L                            | 23+2       | 0          | CG              | 1               | 0               |                    | -                  | -                  |             | -           | -           | 26     | 0      |
| 2019-2020                     | Ingolstadt 04                 | 3L                            | 36+2       | 1+1        | CG              | 1               | 0               |                    | -                  | -                  |             | -           | -           | 39     | 2      |
| 2020-2021                     | Ingolstadt 04                 | 3L                            | 19+2       | 1+0        | CG              | 1               | 0               |                    | -                  | -                  |             | -           | -           | 22     | 1      |
| Totale Ingolstadt 04          | Totale Ingolstadt 04          | Totale Ingolstadt 04          | 78+6       | 2+1        |                 | 3               | 0               |                    | -                  | -                  |             | -           | -           | 87     | 3      |
| 2021-2022                     | Eintracht Braunschweig        | 3L                            | 35         | 1          | CG              | 1               | 0               |                    | -                  | -                  |             | -           | -           | 36     | 1      |
| 2022-2023                     | Eintracht Braunschweig        | 2L                            | 18         | 1          | CG              | 2               | 0               |                    | -                  | -                  |             | -           | -           | 20     | 1      |
| Totale Eintracht Braunschweig | Totale Eintracht Braunschweig | Totale Eintracht Braunschweig | 53         | 2          |                 | 3               | 0               |                    | -                  | -                  |             | -           | -           | 56     | 2      |
| Totale carriera               | Totale carriera               | Totale carriera               | 264        | 8          |                 | 13              | 0               |                    | -                  | -                  |             | -           | -           | 277    | 8      |